# Francesca da Rimini (film, 1910)
Pour les articles homonymes, voir Francesca da Rimini (homonymie).
Pour plus de détails, voir Fiche technique et Distribution.
Francesca da Rimini est un film américain réalisé par James Stuart Blackton, sorti en 1910.
Il s'agit de la seconde adaptation au cinéma de la pièce de théâtre éponyme de Gabriele D'Annunzio. La tragédie de D'Annunzio, elle-même inspirée du chant V de la Divine Comédie, avait déjà été adaptée par Blackton en 1908 dans un film portant le même titre, connu également sous le titre The Two Brothers, dans lequel Florence Turner interprétait déjà le rôle de Francesca da Rimini. L'intrigue raconte l'histoire de Paolo et Francesca, deux figures d'amants entrés dans l'imaginaire sentimental populaire en incarnant la passion amoureuse par excellence. Ces deux personnages sont inspirés de personnages réels, Paolo Malatesta et Francesca da Rimini, qui ont vécu au Moyen Âge.

## Fiche technique
- Titre original : Francesca da Rimini
- Titre alternatif : Paolo and Francesca
- Réalisation : James Stuart Blackton
- Scénario : d'après la pièce de Gabriele D'Annunzio
- Photographie :
- Montage :
- Société de production : Vitagraph Company of America
- Pays d’origine :  États-Unis
- Langue : Anglais
- Format : Noir et blanc — 35 mm — 1,33:1 — Muet
- Genre : Film dramatique, Film historique
- Durée   :
- Dates de sortie : 
  -  États-Unis : 19 novembre 1910

## Distribution
- Edwin R. Phillips : le duc
- Florence Turner : Francesca da Rimini
- Hector Dion :
- William Raymond
- Norma Talmadge